# گودشانه سفلی
گودشانه سفلی، روستایی در دهستان فسارود بخش فسارود شهرستان داراب در استان فارس ایران است.

## جمعیت
بر پایه سرشماری عمومی نفوس و مسکن در سال ۱۳۹۵، جمعیت این روستا برابر با ۲۸۱ نفر (۸۴ خانوار) بوده است.